# John Gray Foster
John Gray Foster (27 mai 1823 à Whitefield dans le comté de Coös, État du New Hampshire et décédé le 22 septembre 1874 à Nashua dans le comté de Hillsborough, État du New Hampshire fut un major-général de l'Union de l'armée de l'Union durant la guerre de Sécession.
Il est enterré à Nashua, État du New Hampshire.

## Avant la guerre
John Gray Foster est diplômé de West Point en 1846. Il est breveté second lieutenant le 1er juillet 1846 et affecté dans le corps du génie. Il participe à la guerre américano-mexicaine. Il est nommé second -lieutenant le 22 mai 1848.
Il est breveté premier lieutenant le 20 août 1847 pour bravoure lors des batailles de Contreras et Churubusco. Il est promu premier lieutenant le 1er avril 1854. Il est breveté capitaine le 8 septembre 1847 pour bravoure à la bataille de Molino del Rey et promu au même grade le 1er juillet 1860.

## Guerre de Sécession
Au début du conflit, John Gray Foster est en poste à fort Moultrie et participe au renforcement de la garnison de fort Sumter pour lequel il est breveté commandant le 26 décembre 1860. Lors de bombardement du fort Sumter, il est alors aux côtés du commandant Robert Anserson, du capitaine Abner Doubleday(p11).
Il est nommé brigadier général des volontaires le 23 octobre 1861 et commande une brigade aux batailles de Roanoke Island et New Bern en Caroline du Nord,. Il est breveté lieutenant colonel pour sa participation à la première bataille le 8 février 1862. Il est breveté colonel le 12 mars 1862 pour bravoure et service méritant lors de la capture de New Berne.
Il est promu major général des volontaires le 18 juillet 1862. Il commande l'armée de l'Ohio lors du siège de Knoxville en 1863.
Il est promu commandant de l'armée régulière le 3 mars 1863. Alors qu'il commande le département de Caroline du Nord, il fait face à D.H. Hill lors de la bataille de Washington à la fin du mois de mars 1863. Après que Burnside a demandé à être relevé de son commandement du département de l'Ohio pour raison de maladie après la bataille de fort Sanders, Foster lui succède le 9 décembre.
En mai 1864, il est commande le département du Sud pendant le siège de Savannah pour lequel il reçoit un brevet de brigadier général le 13 mars 1865 et le siège de Charleston.
À la fin du conflit, il commande les forces de l'Union en Floride. Il est finalement breveté major général le 13 mars 1865 pour bravoure et service méritant sur le champ de bataille au cours de la guerre.

## Après la guerre
John Gray Foster quitte le service actif des volontaires le 1er septembre 1866. Il est promu lieutenant-colonel le 7 mars 1867 dans le corps du génie.
Il devient superviseur de chantiers.